# 서울 지장사 산신도
서울 지장사 산신도(서울 地藏寺 山神圖)는 서울특별시 동작구 지장사에 있는, 우리 민족의 토속신앙인 산신신앙의 내용을 도설하고 있는 산신도이다. 1999년 5월 19일 서울특별시의 문화재자료 제7호로 지정되었다.

## 개요
오래전부터 우리 민족에게 신앙의 대상이 되어온 산신은 불교가 전래되면서 호법선신으로 포용되어 신중탱화의 하단에 만덕고승성개한적주산신으로 자리잡게 되었는데, 독립된 신앙체계를 갖추게 되면서 산신각 또는 삼성각에 불화의 형태로 봉안되게 되었다.
도설 내용을 보게되면 산신이라는 신상을 위주로 그의 화신인 호랑이 그리고 동자들이 묘사되는 단순한 구조의 불화인데, 지장사 삼성각 산신도도 이 범위를 벗어나지 않는다.
화면의 중앙에는 산신이 자리하고 있는데, 머리를 묶어 올려 비녀를 꽂은 형상이며, 수염을 기르고 있으나 삼성각에 함께 봉안된 독성도의 늙은 비구가 백색인데 반하여 검은색의 수염이 표현되고 있어 독성보다는 젊은 모습으로 묘사되고 있다.
산신의 두광은 테두리를 세필로 검게 그려 넣고 있는데 마치 원형의 자를 대고 그린 것처럼 굴곡의 표현을 찾기 어렵다. 두광의 안은 검은색의 채색이 이루어지고 있으나 배경이 보일 정도로 엷게 칠하고 있어, 반투명의 형상을 보여주고 있다.
산신은 왼손을 바위 위에 얹고, 오른손은 천의에 감춘 채, 호랑이에 기대어 앉아 있는 형상으로 묘사되고 있어, 산신과 호랑이의 밀접한 관계 즉 산신의 화신으로서의 호랑이를 표현하고 있다.
호랑이는 입을 벌린 채 눈을 부릅뜨고 발톱을 세우며 무엇인가를 노려보고 있는 형상으로 그려지고 있으나 무섭게 느껴지고 있지 않은데, 이러한 분위기는 민화(에 등장하는 호랑이의 모습이 산신도에 영향을 미친 것이 아닌가 생각된다.
화면의 하단 우측에는 2명의 동자가 서로 바라보며 무엇인가 이야기를 주고 받는 모습으로 묘사되고 있는데, 한 동자는 걸망을 지고 있는 모습으로, 또 다른 한 동자는 그릇으로 동물을 받쳐 두 손으로 들고 있는 모습으로 묘사되고 있으나 어떤 동물인지는 명확하지 않다.

## 참고 문헌
- 지장사 산신도 - 국가유산청 국가유산포털
- 본 문서에는 서울특별시에서 지식공유 프로젝트를 통해 퍼블릭 도메인으로 공개한 저작물을 기초로 작성된 내용이 포함되어 있습니다.